# Monika Sosnowska
Monika Sosnowska (ur. 7 maja 1972 w Rykach) – polska plastyczka, autorka instalacji.

## Edukacja
W latach 1993–1998 studiowała w Akademii Sztuk Pięknych w Poznaniu (dyplom w 1998 roku) i Rijksakademie voor Beeldende Kunsten w Amsterdamie (studia podyplomowe 1999–2000).
W 2007 roku reprezentowała Polskę na 52. Biennale Sztuki w Wenecji (kurator: Sebastian Cichocki).
W 2003 roku została uhonorowana na targach sztuki w Bazylei nagrodą Baloise oraz otrzymała Paszport Polityki w dziedzinie plastyka. Laureatka Stypendium Fundacji Scheringa (2004) w Künstlerhaus Bethanien w Berlinie.

## Twórczość

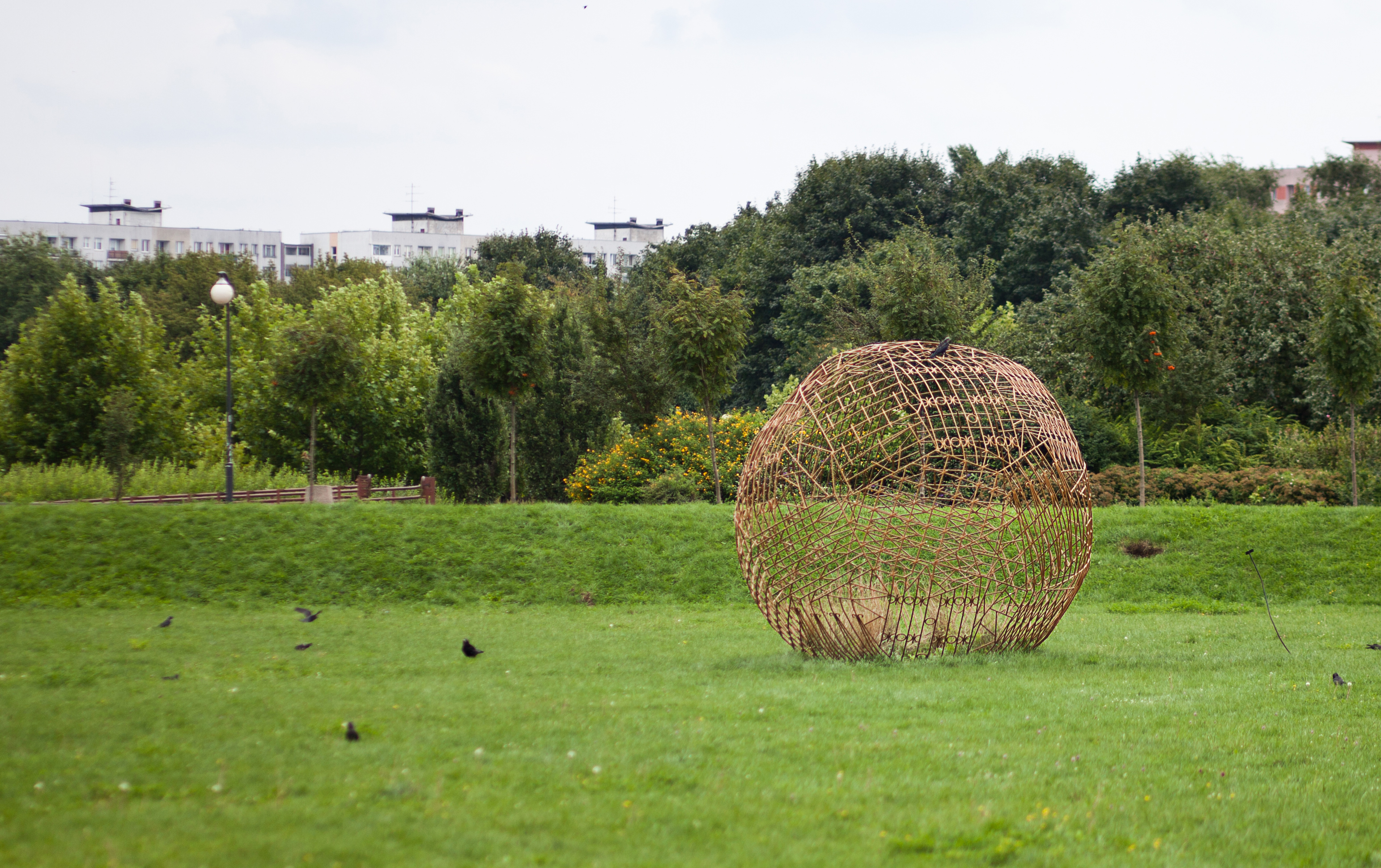
Monika Sosnowska – Krata (2009)

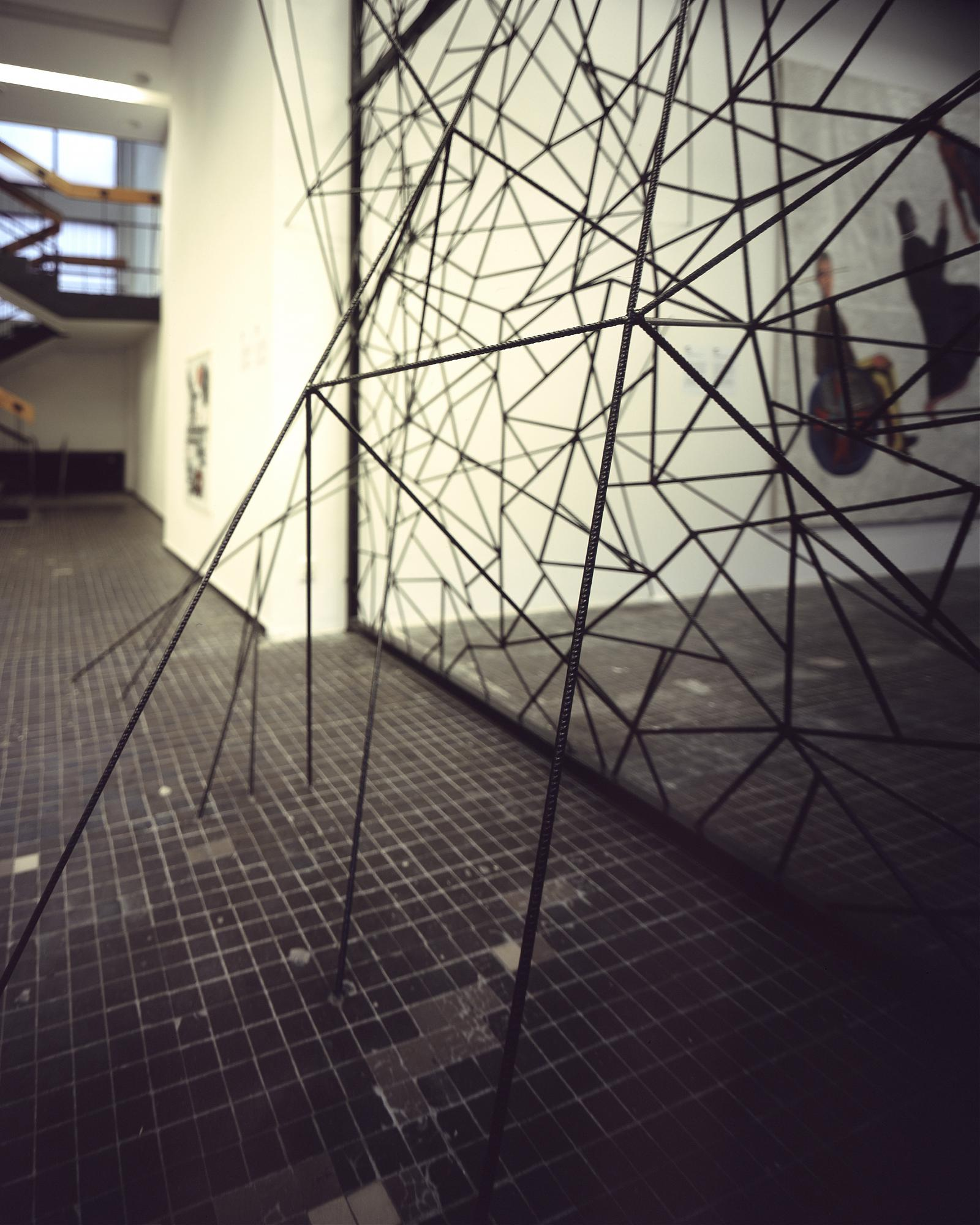
Monika Sosnowska, Krata – praca zainstalowana przy wejściu do Muzeum Sztuki Nowoczesnej w Warszawie

Jedną z jej realizacji jest inspirowana Alicją w Krainie Czarów Lewisa Carolla Mała Alicja (2001), czyli ciąg czterech zmniejszających się pokojów w stylu wiktoriańskim. W 2002 roku w ramach Manifesta 4 we Frankfurcie n. Menem zbudowała labirynt złożony z białych kostek.
Na wystawie Clandestini w ramach 50. Biennale di Venezia zrealizowała kilkunastometrowy, z pokrytymi zieloną, typową dla budownictwa z czasów PRL, lamperią, ścianami korytarz. W 2005 r. z kolei zaproponowała w Kunsthalle Basel białe sufitowe kasetony oraz podwieszany sufit, do złudzenia przypominający nie tylko znane już przede wszystkim z filmów elementy wystroju wnętrz z lat 70., ale także geometryczne abstrakcje, choćby powstałe przy pomocy rzutów kostką prace Ryszarda Winiarskiego (1936–2006).
Retrospektywę jej prac, w miniaturze, można było oglądać w warszawskiej Fundacji Galerii Foksal oraz bytomskiej Kronice (2005–2006). 
Sosnowska odnosi się w swojej sztuce do wschodnioeuropejskich doświadczeń z powojenną modernizacją – bloków mieszkalnych, pawilonów usługowych, dworców i centrów handlowych. Istotne są dla niej także „drugorzędne” cechy architektury, jak dominująca wówczas kolorystyka, użycie specyficznych materiałów budowlanych, ale i oddolna działalność mieszkańców blokowisk, polegająca na swoistym aranżowaniu korytarzy, samowolnym stawianiu ogrodzenia, tworzeniu amatorskich szyldów i wystaw sklepowych. 
W 2005 roku, w helsińskim centrum sztuki Kiasma, Sosnowska zrealizowała pracę „Fontanna”, która ograniczała się do zacieku na suficie i tworzonej przez kapiącą wodę plamy na wykładzinie. W parku przy Villa Manin we włoskim Passarino („Ruiny”, 2005) artystka wyprodukowała „nowe ruiny”. Rozbita ściana ma biało-zieloną lamperię charakterystyczną dla polskich blokowisk a fragmenty konstrukcji leżące na trawie, tworzą sekwencję abstrakcyjno-geometrycznych rzeźb. W przygranicznym Cieszynie w roku 2004 stworzyła gigantyczny mural, reklamujący nieprodukowany od dziesięcioleci telewizor radzieckiej marki Rubin. Zaproszona do projektu „Ideal City, Invisible Cities” (2006) w Zamościu wybudowała betonowy, skrzywiony blok tryskający czarną wodą. Obiekt ten wydawał się być wadliwie zaprojektowanym elementem dekoracyjnym z lat 70., który na skutek upływu czasu popadł w karykaturalną ruinę. Na zaproszenie Museum of Modern Art w Nowym Jorku (2006) stworzyła geometryczną rzeźbę dziury w suficie i gruzu.

## Wystawy indywidualne
- 2019 Capitain Petzel, Berlin[1]
- 2015 Martwa Natura, FGF, Warszawa[2];
- 2013 Twisting History, Contemporary Art Gallery, Vancouver;
- 2013 Monika Sosnowska, Aspen Art Museum, Aspen;
- 2010 Hauser & Wirth, Nowy Jork[3];
- 2008 Schaulager, wraz z Andrea Zittel, Bazylea;
- 2006 Display, wyst. ind. Galerie Gisela Capitain, Kolonia; wyst. ind. MOMA, NY; wyst. ind. Sprengel Museum, Hanover; wyst. ind. Musac Museo de Arte Contemporaneo de Castilla y Leon, Leon; Instalacja, wyst. ind. Arsenał, Białystok; Ideal cities – invisible cites, Zamość/Poczdam; ARS 06 – Sense of the Real, Kiasma Museum of Contemporary Art, Helsinki; Satellite of Love, Witte de With, Rotterdam; Tired room[4], wyst. ind. w ramach W samym centrum uwagi, CSW Warszawa; Longing Balloons are Floating Around the World, Green Light Pavilon, Berlin;
- 2005 Wystawa, wyst. ind. FGF Warszawa/Kronika, Bytom[5]; wyst. ind. OPA Office for Art Projects, Guadalajara; The Tired Room, wyst. ind. Freud Museum, Wiedeń; wyst. ind. Galerie Gisela Capitain, Kolonia; We Disagree, Andrew Kreps Gallery, NY;
- 2004 wyst. ind. Serpentine Gallery, Londyn; wyst. ind. Künstlerhaus Bethanien Berlin; wyst. ind. De Apple Gallery, Amsterdam; wyst. ind. The Modern Institute, Glasgow; wyst. ind. Stella Lohaus Gallery, Antwerpia; PRYM, BWA Zielona Góra; Akcja równoległa; FGF, Cieszyn; Cordially Invited, Basis Voor Actuele Kunst, Utrecht;
- 2003 bez tytułu, (z W. Sasnalem) Galeria Laura Pecci, Mediolan; Clandestine, 50. Biennale w Wenecji; Prague Biennale; Architecture of gender, Sculpture Center, NY; Ukryte w słońcu, FGF Cieszyn; Poetic Justice, 8. International Istanbul Biennial;
- 2002 Gwangju Bienalle, Korea; Manifesta 4, Frankfurt n. Menem;
- 2001 Mała Alicja, wyst. ind. CSW Warszawa; Biennale w Tiranie, Albania; Zawody malarskie, Galeria Bielska BWA, Bielsko-Biała;
- 2000 Dodatkowe oświetlenie, wyst. ind. Rijksakademie, Amsterdam; Przestrzeń częściowo nieistniejąca, wyst. ind. Rijksakademie, Amsterdam.

## Wyróżnienia
- Baloise Art Prize (2003)
- Paszport „Polityki” (2003)